# The Sweet Escape
The Sweet Escape는 미국의 가수 그웬 스테파니의 두 번째 정규 앨범이자 솔로 앨범으로, 2006년 12월 1일 인터스코프 레코드를 통해 미국에서 첫 발매되었다.

## 수록곡
1. "Wind It Up"
2. "The Sweet Escape" (featuring 에이콘)
3. "Orange County Girl"
4. "Early Winter"
5. "Now That You Got It"
6. "4 in the Morning"
7. "Yummy" (featuring Pharrell)
8. "Fluorescent"
9. "Breakin' Up"
10. "Don't Get It Twisted"
11. "U Started It"
12. "Wonderful Life"

## 차트 및 인증
| 차트 (2006/2007)            | 최고순위 |
| --------------------------- | -------- |
| 오스트레일리아 앨범 차트    | 2        |
| 오스트리아 앨범 차트        | 18       |
| 벨기에 앨범 차트 (플랑드르) | 40       |
| 벨기에 앨범 차트 (왈로니아) | 42       |
| 캐나디안 앨범 차트          | 3        |
| 덴마크 앨범 차트            | 23       |
| 네덜란드 앨범 차트          | 35       |
| 유러피안 탑 100 앨범        | 23       |
| 핀란드 앨범 차트            | 15       |
| 프랑스 앨범 차트            | 33       |
| 독일 앨범 차트              | 17       |
| 그리스 앨범 차트            | 8        |
| 헝가리 앨범 차트            | 20       |
| 아일랜드 앨범 차트          | 16       |
| 이탈리아 앨범 차트          | 78       |
| 일본 오리콘 앨범 차트       | 7        |
| 멕시코 앨범 차트            | 39       |
| 뉴질랜드 앨범 차트          | 4        |
| 노르웨이 앨범 차트          | 5        |
| 폴란드 앨범 차트            | 29       |
| 스웨덴 앨범 차트            | 19       |
| 스위스 앨범 차트            | 8        |
| 영국 음반 차트              | 14       |
| US 빌보드 200               | 3        |

| 국가           | 인증        |
| -------------- | ----------- |
| 오스트레일리아 | 2× 플래티넘 |
| 캐나다         | 2× 플래티넘 |
| 덴마크         | 골드        |
| 독일           | 골드        |
| 헝가리         | 골드        |
| 일본           | 골드        |
| 뉴질랜드       | 플래티넘    |
| 노르웨이       | 골드        |
| 폴란드         | 골드        |
| 러시아         | 2× 플래티넘 |
| 스위스         | 플래티넘    |
| 영국           | 골드        |
| 미국           | Platinum    |

| 차트 (2006)                 | 순위 |
| --------------------------- | ---- |
| 월드                        | 37   |
| 차트 (2007)                 | 순위 |
| 오스트레일리아 앨범 차트    | 21   |
| 오스트리아 앨범 차트        | 58   |
| 벨기에 앨범 차트 (왈로니아) | 90   |
| 유러피안 탑 100 앨범        | 42   |
| 핀란드 앨범 차트            | 118  |
| 독일 앨범 차트              | 71   |
| 헝가리 앨범 차트            | 87   |
| 스위스 앨범 차트            | 47   |
| 영국 음반 차트              | 68   |
| 미국 빌보드 200             | 15   |